# Fiscal
Fiscal è un comune spagnolo di 327 abitanti situato nella comunità autonoma dell'Aragona.
Fa parte della comarca del Sobrarbe.